# Équipe cycliste GSD Gestion
Pour les articles homonymes, voir GSD.
L'équipe cycliste GSD Gestion est une ancienne équipe cycliste féminine française. Elle était dirigée par Gérard Valette. Elle a notamment eu dans ses rangs Christine Majerus, Joëlle Numainville et Mélodie Lesueur.
En 2013, une équipe avec un nom similaire : GSD Gestion-Kallisto existe bien, mais elle n'a en commun que le nom. Elle est en effet canadienne, l'équipe de direction et les coureuses sont complètement différentes.

## Histoire de l'équipe
L'équipe est issue du club de l'Entente Sportive Gervaisienne et Lilasienne (ESGL).

## Classements UCI
Ce tableau présente les places de l'équipe au classement de l'Union cycliste internationale en fin de saison, ainsi que la meilleure cycliste au classement individuel de chaque saison.
| Année | Classement par équipes | Meilleure coureuse au classement individuel |
| 2008  | 27e                    | Sophie Creux (142e)                         |
| 2009  | 17e                    | Joëlle Numainville (49e)                    |
| 2010  | 17e                    | Christine Majerus (84e)                     |
| 2011  | 16e                    | Christine Majerus (21e)                     |
| 2012  | 27e                    | Christine Majerus (75e)                     |

Le tableau ci-dessous présente les classements de l'équipe sur la Coupe du monde, ainsi que sa meilleure coureuse au classement individuel.
| Année | Classement par équipes | Meilleure coureuse au classement individuel |
| 2009  | 32e                    | Sophie Creux (59e)                          |
| 2010  | 15e                    | Sophie Creux (42e)                          |
| 2011  | 28e                    | Christine Majerus (67e)                     |
| 2012  | 23e                    | Christine Majerus (44e)                     |

## Principales victoires

### Championnats nationaux
Cyclisme sur route
- Championnats du Canada : 1
  - Course en ligne espoirs : 2009 (Joëlle Numainville)
- Championnats de France : 1
  - Course en ligne : 2010 (Mélodie Lesueur)
- Championnats du Luxembourg : 8
  - Course en ligne : 2010, 2011, 2012 (Christine Majerus)
  - Contre-la-montre : 2008, 2009, 2010, 2011, 2012 (Christine Majerus)
- Championnats de Suisse : 1
  - Contre-la-montre : 2012 (Patricia Schwager)

Cyclisme sur piste
- Championnats d'Allemagne : 1
  - Poursuite par équipe : 2012 (Lina-Kristin Schink)

Cyclo-cross
- Championnats du Luxembourg : 3
  - Élites : 2010, 2011, 2012 (Christine Majerus)

## Encadrement de l'équipe
Le directeur de l'équipe est Gérard Valette de 2008 à 2009 puis de 2011 à 2012. En 2010, il est officiellement assistant à la direction de l'équipe. Cette année-là, Jérémie Fromonteil occupe la direction. De 2008 à 2010, André Mignot est le représentant de l'équipe auprès de l'UCI. L'année suivante, il est remplacé par Jacques Gautier. Enfin de 2011 à 2012, Claude Rousseau est l'assistant à la direction de l'équipe.

## Sponsors
La société de gestion de portefeuilles de valeurs mobilières GSD Gestion est le partenaire principal de l'équipe. En 2013, le fabricant de vêtements sportifs Kallisto est également partenaire.
En 2008, l'équipe reçoit également du soutien du Conseil Général de la Seine-Saint Denis, des villes des Lilas et du Pré-Saint-Gervais, de la DDJS 93. Cette année-là, elle est équipée de vélo de la marque Specialized.

## GSD Gestion en 2012

### Arrivées et départs
| Arrivée            | Équipe 2011 |
| ------------------ | ----------- |
| Emilie Aubry       |             |
| Oriane Chaumet     |             |
| Lucie Pader        |             |
| Anne-Marie Schmitt |             |

| Départ            | Équipe 2012 |
| ----------------- | ----------- |
| Charlotte Bravard |             |
| Mélanie Bravard   |             |
| Nathalie Cadol    |             |
| Lauren Creamer    |             |
| Monique Ludovicy  |             |
| Mireille Robin    |             |
| Fabienne Schauss  |             |

### Effectif
| Coureuse            | Date de naissance | Nationalité | Équipe 2011 |
| ------------------- | ----------------- | ----------- | ----------- |
| Emilie Aubry        | 16 février 1989   | Suisse      |             |
| Oriane Chaumet      | 16 septembre 1993 | France      |             |
| Siobhan Horgan      | 22 décembre 1978  | Irlande     | GSD Gestion |
| Christine Majerus   | 25 février 1987   | Luxembourg  | GSD Gestion |
| Eugenie Mermillod   | 27 mai 1986       | France      | GSD Gestion |
| Lucie Pader         | 21 décembre 1992  | France      |             |
| Lina-Kristin Schink | 5 novembre 1983   | Allemagne   | GSD Gestion |
| Anne-Marie Schmitt  | 23 janvier 1989   | Luxembourg  |             |

### Victoires
| Date      | Course                                            | Pays       | Cat. | Vainqueur           |
| --------- | ------------------------------------------------- | ---------- | ---- | ------------------- |
| 8 janvier | championnats du Luxembourg de cyclo-cross         | Luxembourg | CN   | Christine Majerus   |
| 20 juin   | Championnats de Suisse du contre-la-montre        | Suisse     | CN   | Patricia Schwager   |
| 21 juin   | Championnats du Luxembourg du contre-la-montre    | Luxembourg | CN   | Christine Majerus   |
| 23 juin   | Championnats du Luxembourg sur route              | Luxembourg | CN   | Christine Majerus   |
| 17 août   | Championnats d'Allemagne de poursuite par équipes | Allemagne  | CN   | Lina-Kristin Schink |